# Tuszyn
Tuszyn – miasto w centralnej Polsce w woj. łódzkim, w pow. łódzkim wschodnim, w gminie Tuszyn, oddalone od południowych granic Łodzi o 15 kilometrów. Położone jest przy autostradzie A1 oraz drodze DK 91. Tuszyn położony jest w dawnej ziemi sieradzkiej.

## Historia

### Początki
Pierwsza rzekoma wzmianka o miejscowości Tuschino pochodzi z 30 lipca 1223 roku, kiedy to Konrad I mazowiecki podpisał w Brzeźnie akt o przekazaniu jej wraz z Czarnocinem i Rudnikiem w ręce Chrystiana z Oliwy, co pomimo zgody wielu historyków, do dziś budzi kontrowersje, jeśli chodzi o lokalizację wsi

”Ego Conradus dei gracia dux Mazovie et Cuiavie universis... notum facio, quod villas Szarne, Rudky, Tuschino, que Naroschinik dicitur, sancte cruci et beate Marie virgini in Pruscia in peipetuos usus venerabilis doraini Christiani primi Pruscie episcopi et successorum suorum”
„Ja, Konrad z łaski bożej, wódz całego Mazowsza i Kujaw... ogłaszam, że wsie Szarne, Rudky i Tuschino, zwane jako Naroschinik, zostają poświęcone Świętemu Krzyżowi i Najświętszej Maryi Pannie w Prusach na pobożny użytek czcigodnego Christiana, pierwszego biskupa Prus i jego następcy”

Niemniej w 1260 roku w Tuszynie przebywał Kazimierz I kujawski, który w miejscowości zapisanej w łacińskim dokumencie w formie Tusine potwierdził klasztorowi w Sulejowie własność wsi Straszków .
W 1416 roku Władysław Jagiełło ulokował tu miasto królewskie. W datowanym na ten rok dokumencie polecił on staroście pobiedzkiemu Dobkowi Kobyle „de Żary” osadzić na gruntach wsi Tuszyna miasto, które wyjął spod sądów ziemskich i kasztelańskich . W XV wieku było ono miejscem wypadowym dla królewskich polowań w okolicznej puszczy. Trzykrotnie w tym celu do Tuszyna zawitał król Polski Kazimierz IV Jagiellończyk w 1463, 1472 oraz 19 marca 1492 roku na krótko przed śmiercią . Niemal do końca XV wieku Tuszyn był miastem królewskim leżącym w starostwie piotrkowskim w powiecie piotrkowskim województwa sieradzkiego.

#### Etymologia nazwy
Choć pierwsza udokumentowana wzmianka pochodzi z XIII wieku, dokładna etymologia nazwy jest nieznana. W związku z popularnością tych ziem w kręgach arystokratycznych i królewskich, istnieje legenda, mająca wyjaśnić pochodzenie nazwy.
Według niej, podczas pobytu Władysława Jagiełły w miejscowym zajeździe, miał zaginąć jego syn. Rozpoczęto szeroko zakrojone poszukiwania, które w wyniku spostrzegawczości jednego z rycerzy, zakończyły się pozytywnie. Rycerz, po odnalezieniu królewskiego syna w gęstwinie, miał z radości wykrzyczeć „Królu – tu syn!”, a na pamiątkę tego, Jagiełło miał nadać miejscowości nazwę Tusyn, przekształconą w późniejszy Tuszyn. Legenda ta nie jest jednak zgodna z faktami historycznymi i chronologią, w tym z XIII-wiecznymi wzmiankami w dokumentach.

### Okres pośredniowieczny
W 1497 roku król Polski Jan I Olbracht przygotowując środki finansowe na wyprawę wojenną przeciw Wołochom pożyczył 3200 złotych od Aukta z Paniewa herbu Godzięba zabezpieczając tę sumę posiadłościami królewskimi w Piotrkowie oraz Tuszynie. Wkrótce Tuszyn traci swój status posiadłości całkowicie królewskiej. W 1504 roku Jan oraz Jerzy Paniewscy herbu Godzięba stają się właścicielami części królewszczyzn oraz największymi posiadaczami w Tuszynie gdzie swoje własności ma także kościół katolicki, a także drobniejsza szlachta oraz zamożniejsi mieszczanie . W XVI wieku majętności tuszyńskie wielokrotnie zmieniają właściciela. W 1508 za zgodą polskiego króla Zygmunta Starego Paniewscy zbywają królewszczyznę wojewodzie poznańskiemu Andrzejowi z Szamotuł, który z kolei za 2000 złotych węgierskich i 200 złotych polskich zbywa ją kasztelanowi poznańskiemu Łukaszowi z Górki. Ten zaś 19 czerwca 1514 roku sprzedaje ją Mikołajowi z Lublina, który po śmierci Andrzeja z Szamotuł zostaje wojewodą poznańskim. Majętności te po raz kolejny zmieniają właściciela i w 1533 roku należą już do kasztelana brzeskokujawskiego Tomasza z Lubrańca .
W XVI wieku w miejscowości rozwijał się przemysł leśny, hodowla pszczół, pasterstwo, młynarstwo. Najważniejszą rolę spełniał wyrób piwa, który stanowił wówczas główne zajęcie ludności. Dużą rolę pełnił również handel. Lustracja podatkowa z 1564 roku wykazała, że miastem zarządzał landwójt, którego zwano wójtem. Ostatni tę funkcję pełnił Maciej Podolski. W okresie tym na terenie miasta było 106 placów targowych, które płaciły podatku po 1 groszu. W miejscowości funkcjonowało także 7 kowali, 13 szewców, 4 krawców, 5 kuśnierzy, 10 piekarzy, 15 piwowarów, 8 kołodziejów, 2 stelmachów oraz 5 rzeźników. Na obrzeżach miasteczka pracowali również rolnicy oraz ogrodnicy. Z 34 łanów roli płacili oni 10 groszy od łanu, a z 98 łanów ogrodów po groszu od łanu co w sumie dawało skarbowi królewskiemu 6 złotych rocznie.
Od 1621 roku tenutę tuszyńską posiadał starosta Olbracht Starołęski, który w marcu 1648 r. przekazał ją Mikołajowi Przerębskiemu, dworzaninowi i sekretarzowi królewskiemu.
W roku 1655 Tuszyn został całkowicie spalony i splądrowany przez wojska szwedzkie podczas potopu. Miasto wyludniło się i na jakiś czas podupadło, dopiero napływ Żydów w pod koniec XVII wieku nieco poprawił sytuację gospodarczą .

### Okres zaborów
Wskutek II rozbioru Polski Tuszyn wszedł w 1793 roku w skład Prus. W 1807 roku znalazł się w Księstwie Warszawskim, a w 1815 w Królestwie Kongresowym.
W 1827 roku w mieście było 169 domów, w których zamieszkiwało 1230 mieszkańców, w 1857 było 181 domów z 1835 mieszkańcami z czego 1179 wyznawało katolicyzm, 588 judaizm, a 68 protestantyzm. W latach 50. XIX wieku Tuszyn utracił jednak znaczenie wskutek dynamicznego rozwoju niedalekiej Łodzi. W 1860 roku miasto liczyło 1860 mieszkańców, w tym 61% katolików i 37% Żydów. W 1863 roku w walkach powstania styczniowego wziął udział oddział zorganizowany przez tuszyńskiego ławnika, Tomasza Zdzienickiego. W 1870 roku, jak większość małych miast w Królestwie Polskim, Tuszyn ukazem carskim pozbawiony został praw miejskich. W tym samym roku na ówczesnych 1820 mieszkańców miejscowości składało się 62% Polaków, 34% Żydów i 3% Niemców .
Pod koniec XIX wieku Tuszyn opisał Słownik geograficzny Królestwa Polskiego. Miejscowość wymieniona jest jako osada miejska leżąca w powiecie łódzkim w gminie Górki w parafii Tuszyn. Według spisu powszechnego wykonanego w tym czasie w miasteczku było 230 domów, w których mieszkało 3282 mieszkańców z czego większość – 1964 osoby było katolikami, 1248 wyznawało judaizm, 70 ewangelizm, a 9 prawosławie. Ulice miejskie były wówczas niebrukowane, a budynki przeważnie drewniane. W mieście znajdowały się również murowany kościół parafialny, okręgowy sąd gminny, szkoła początkowa, urząd gminy, stacja pocztowa, apteka, lekarz .
Wiek XIX to okres dalszego rozwoju funkcji handlowej miasta. W Tuszynie odbywało się 12 targów rocznie, na które zjeżdżali kupcy z odległych stron – z Mazowsza, Śląska czy Wielkopolski. Napływ do miasta kolonistów niemieckich przyczynił się do rozwoju rzemiosła. W 1883 roku w miejscowości zanotowano 115 rzemieślników i przemysłowców z produkcją ogólną 69190 rubli. Najwięcej było krawców (20), szewców (12), rzeźników (10), piekarzy (7), stolarzy (7). Dużą rolę gospodarczą pełniło garncarstwo. Znaczną grupę rzemieślników, która dorównywała krawcom stanowili garncarze, których w miejscowości funkcjonowało aż 20. Wykorzystywali oni do produkcji zasobne, lokalne pokłady gliny, która była bardzo dobrej jakości. W XIX-wiecznym Tuszynie funkcjonowała także garbarnia oraz 8 wiatraków produkujących przetwory zbożowe na ogólną wartość 30155 rs.
W 1912 roku Stanisław Muznerowski wydaje we Włocławku monografię historyczną poświęconą miastu pt. Tuszyn w Ziemi Piotrkowskiej .

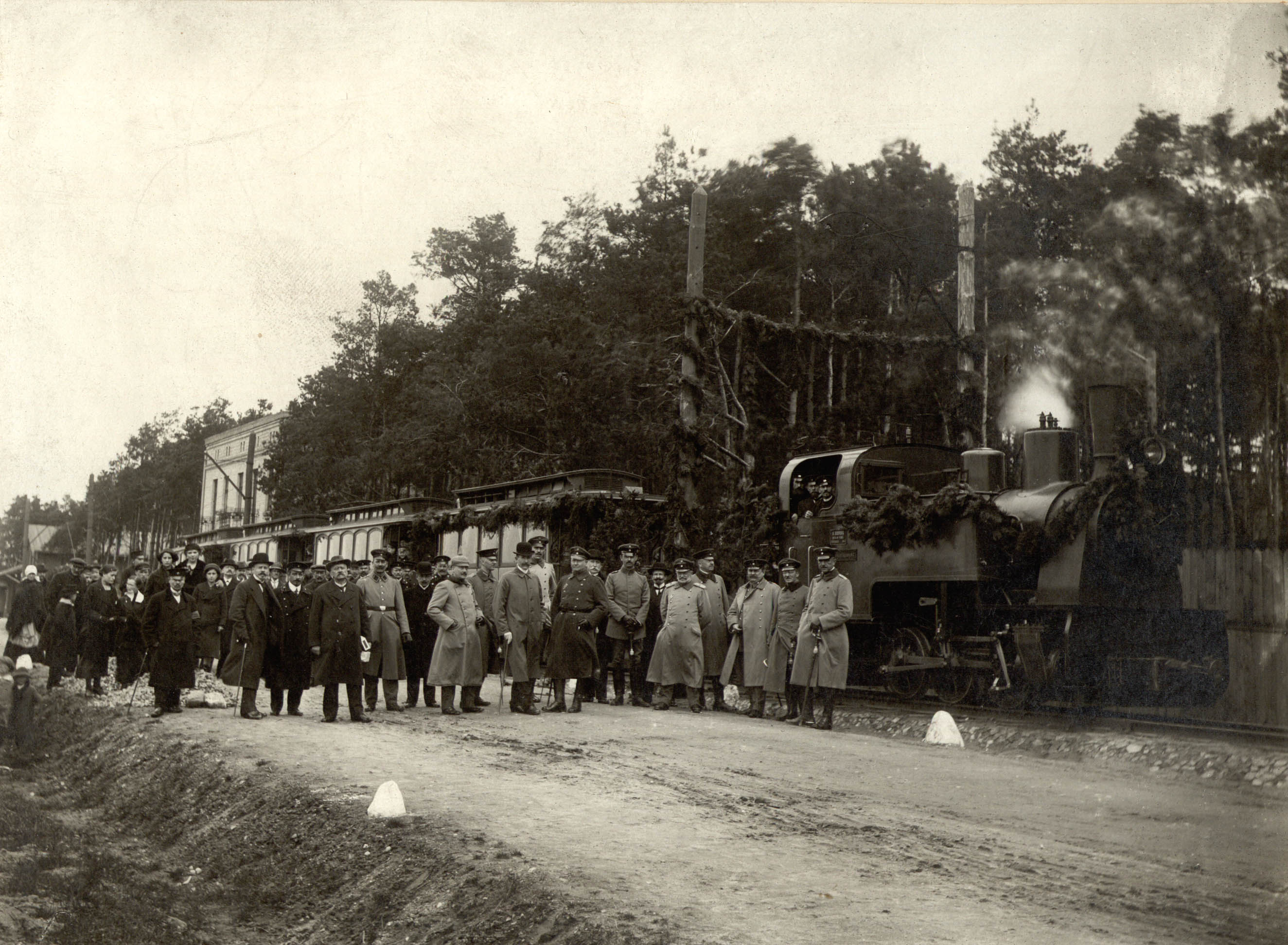
Otwarcie linii kolejki podmiejskiej Ruda Pabianicka – Rzgów – Tuszyn

Podczas okupacji niemieckiej w 1915 roku Tuszyn uzyskał połączenie kolejką dojazdową (tramwajem podmiejskim) z Łodzią przez Rzgów, co otworzyło dla miejscowości nowe perspektywy rozwoju. Początkowo (z powodu wojny) z trakcją parową, od 1927 roku z trakcją elektryczną. W roku 1921 samorząd poczynił starania o utworzenie w Tuszynie sanatorium przeciwgruźliczego, ostatecznie oddanego do użytku w 1928 roku i funkcjonującego do dziś. W roku 1924 Tuszyn odzyskał prawa miejskie. Ze względu na dogodne połączenie tramwajowe w końcu lat 20. XX w. zaczęła żywiej rozwijać się letniskowa i wypoczynkowa funkcja miasta. W 1939 roku Tuszyn liczył już 4500 mieszkańców.

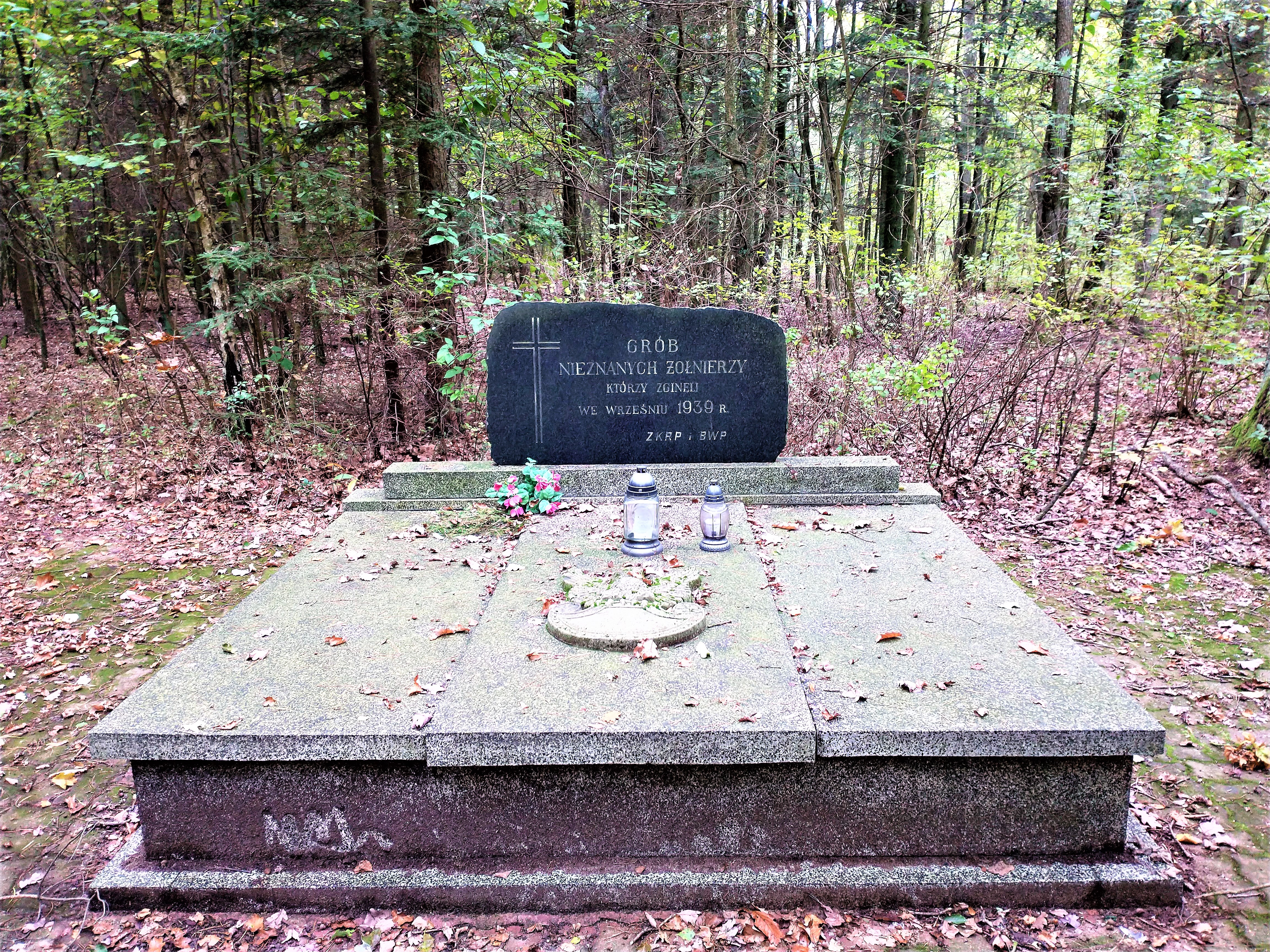
Grób nieznanych żołnierzy poległych we wrześniu 1939 r.

W czasie II wojny światowej miasto dostało się pod niemiecką okupację. Cały region dzięki staraniom lokalnej mniejszości niemieckiej z Łodzi został włączony do III Rzeszy, a Niemcy wywieźli ludność pochodzenia żydowskiego do getta w Piotrkowie Trybunalskim, a następnie ich wymordowali.

### Okres powojenny
15 listopada 1951 roku pod Tuszynem doszło do katastrofy lotniczej samolotu Polskich Linii Lotniczych LOT – Lisunow Li-2 lecącego z Łodzi do Krakowa, w której zginęło 16 osób (12 pasażerów i 4 członków załogi, w tym pilot kpt. Marian Buczkowski – ojciec znanego aktora Zbigniewa Buczkowskiego). Przyczyną katastrofy była awaria silników (pilot zgłaszał ich awarię na lotnisku, ale zmuszono go do realizacji lotu).
W latach 1975–1998 miasto administracyjnie należało do województwa piotrkowskiego. W 1978 roku zlikwidowane zostało połączenie tramwajowe miasta z Łodzią. W tym samym okresie droga Tuszyn – Łódź przebudowana została na trasę szybkiego ruchu, omijającą centrum Tuszyna od południowego zachodu.
Przez wiele lat w Tuszynie istniał zakład filmów lalkowych Studia Małych Form Filmowych Se-ma-for (zlikwidowany w końcu lat 90. XX wieku). Tu powstały zdjęcia do słynnych lalkowych seriali Miś Uszatek, Przygody Misia Colargola, Mały pingwin Pik-Pok. W miejscowości istnieje straż pożarna, która została założona w 1884 roku.

## Demografia
Według danych z 31 grudnia 2008 roku miasto liczyło 7124 mieszkańców.

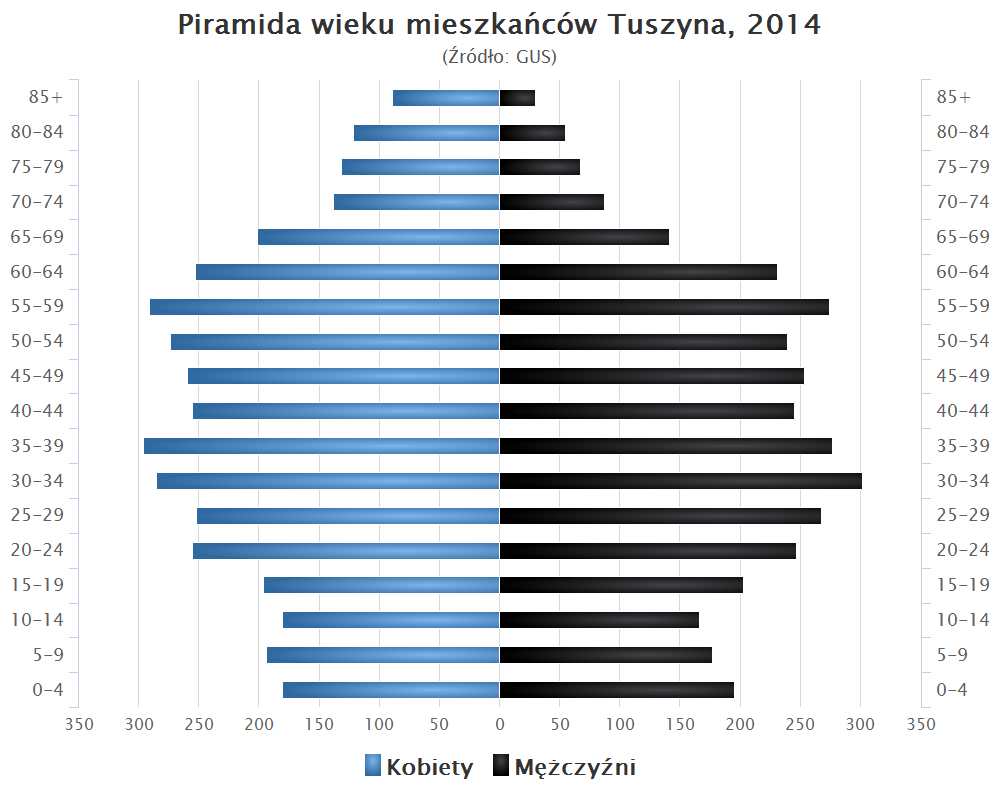
Piramida wieku mieszkańców Tuszyna w 2014 roku

## Zabytki

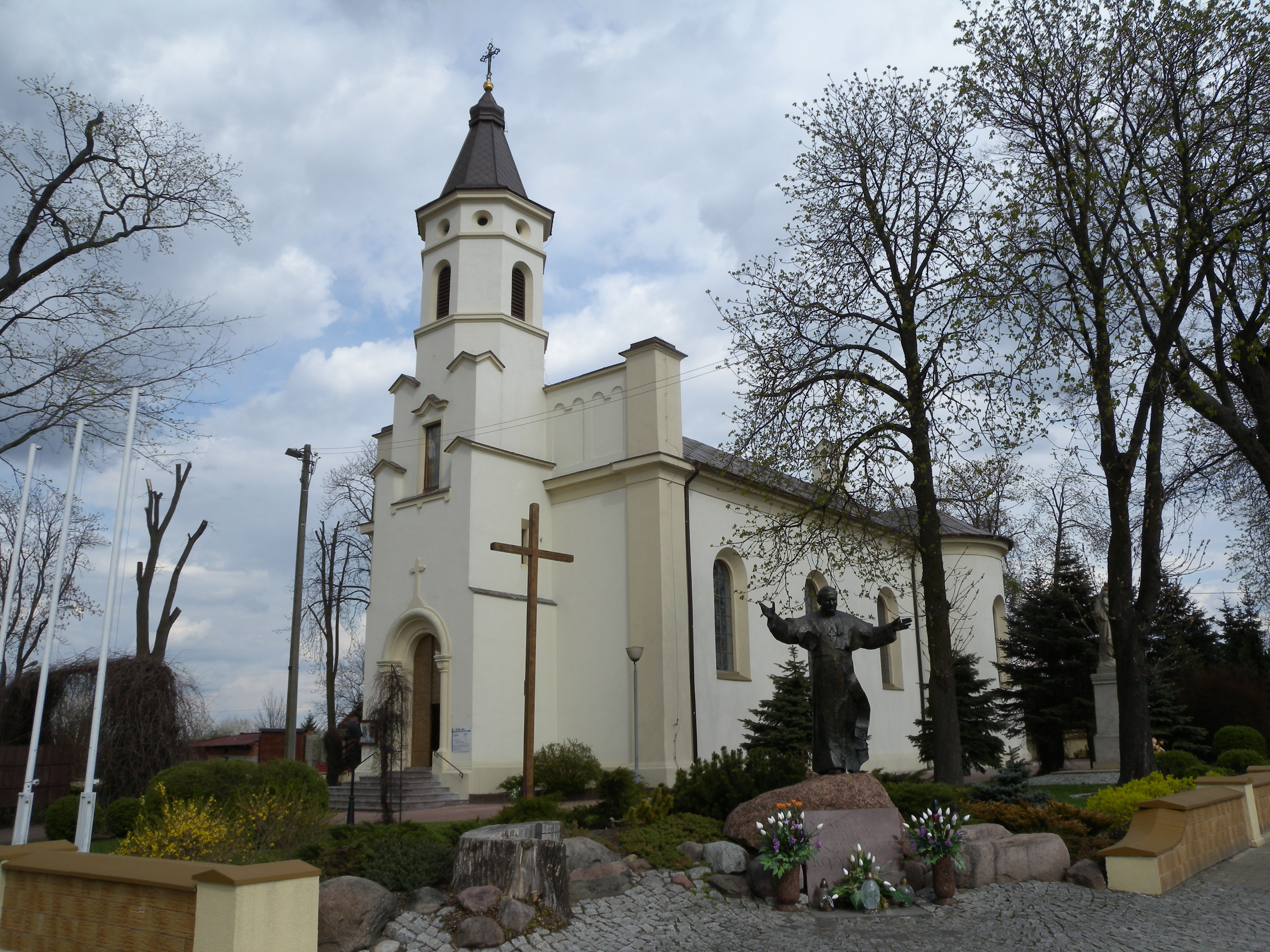
Kościół parafialny pw. św. Witalisa Męczennika

- zespół kościoła parafialnego pw. św. Witalisa Męczennika wraz z otoczeniem, ul.Łowicka 1, nr A/89 z 23.02.2010:
  - kościół, 1860–1862, 1927–1930, z wyposażeniem barokowym
  - plebania, 1912–1916
- małomiasteczkowe budownictwo mieszkalne z XIX i I poł. XX wieku.

## Integralne części miasta
Integralne części miasta wymienione w TERYT: Antonówki, Grzędy, Kępica, Niedas, Ogrodzonka, Poddębina, Tuszynek Poduchowny, Tuszyn-Las, Wielkopole.
PRNG dodatkowo wymienia niestandaryzowane nazwy części miasta: Molenda, Niedas Leśny, Niedas Rolny, Tuszynek, Tuszyn-Gościniec, Tuszyn-Młynek.
W 2010 roku Tuszyn przejął od szpitala bloki mieszkalne tworząc osiedle: Tuszynek.

## Turystyka i rekreacja
Przez Tuszyn przebiega pieszy szlak turystyczny  Szlak Okrężny Wokół Łodzi.
 biegnie Łódzka magistrala rowerowa.
Miasto położone w bezpośrednim sąsiedztwie dużych kompleksów leśnych. W pobliżu dwa rezerwaty: Rezerwat przyrody Wolbórka oraz Rezerwat przyrody Molenda.
Na terenie miasta ośrodek wypoczynkowy „Młynek” o charakterze kąpieliska i kempingu oraz Miejskie Centrum Sportu i Wypoczynku, działające całorocznie, oferujące bazę noclegową i wyposażone w basen. Ponadto bazę noclegową Tuszyna stanowią prywatne ośrodki wypoczynkowe i motele.
W pobliżu miasta również stawy rybne w Żerominie oraz wsie letniskowe: Zofiówka i Rydzynki.

## Sport
W mieście działa klub sportowy MKS 2000 Tuszyn, który zastąpił rozwiązaną w 2000 r. Jagiellonię Tuszyn.
Drugim klubem działającym na terenie miasta od 1998 roku, jest Uczniowski Międzyszkolny Klub Sportowy UMKS „Tuszyn”- piłka siatkowa dziewcząt.

## Wspólnoty wyznaniowe
- Kościół rzymskokatolicki (Dekanat tuszyński):
  - parafia św. Krzysztofa (Tuszyn-Las)
  - parafia św. Witalisa Męczennika
- Świadkowie Jehowy:
  - zbór Tuszyn (Sala Królestwa ul. Rzgowska 78)[18]

## Miasta partnerskie
- Bucza, Ukraina